# Java Command Language
Java Command Language (JACL) ist ein in Java geschriebener Tcl-Interpreter. Die Tatsache, dass Jacl in Java geschrieben ist, macht Jacl-Skripts ebenso wie Tcl-Skripte plattformunabhängig. Auch der „normale“ Tcl-Interpreter ist auf vielen Plattformen verfügbar. Die Jacl-Bibliothek kann benutzt werden um Java-Bibliotheken innerhalb von Tcl zu benutzen, aber auch um von Java aus auf Tcl-Funktionen zurückzugreifen.